# Strider-Klasse
Die Strider-Klasse (englisch: Strider class) war eine Baureihe von ConRo-Schiffen des Containerleasingunternehmens Sea Containers Group. Der Schiffstyp wurde in den Jahren 1976 bis 1979 von mehreren japanischen Werften gebaut.

## Geschichte
Sea Containers konzipierte ab Ende der 1960er Jahre mehrere innovative Schiffsentwürfe, um sie als universell einsetzbare Chartertonnage anzubieten. Eine dieser Baureihen, die Strider-Klasse, bestand aus neun Einheiten. Ihr Haupteinsatzgebiet waren zunächst die Fahrtgebiete Mittelmeer und mittlerer Osten mit ihren seinerzeit noch weitestgehend ohne Containerinfrastruktur arbeitenden Häfen. Später fanden sich die Schiffe auf zahlreichen Feederdiensten oder in der herkömmlichen Trockenfahrt.

## Technik
Die Schiffe sind als Mehrzweck-Trockenfrachtschiffe mit weit achterem Deckshaus ausgelegt. In der Hauptsache werden sie im Containertransport eingesetzt. Die Containerkapazität beträgt 328 TEU. Die Laderäume der Schiffe sind mit herausnehmbaren Cellguides versehen und werden mit längsschiff geteilten Pontonlukendeckeln verschlossen. Die Schiffe wurden zum Einsatz in einem Fahrtgebiet mit seinerzeit schlecht ausgebauter Hafeninfrastruktur entwickelt und sind daher mit einer nach Steuerbord öffnenden RoRo-Heckrampe und einem an Deck verfahrbaren Portalkran von 35 Tonnen Kapazität ausgerüstet. Die Container konnten auf diese Weise über die Heckrampe durch die große Durchfahrt im unteren Bereich der Aufbauten auf das Hauptdeck gefahren werden, wo sie von der Gantry aufgenommen und verteilt wurden.
Der Antrieb der Schiffe besteht aus einem Viertakt-Dieselmotor mit einer Leistungen von rund 6700 kW. Die Motoren wurden als Lizenzmaschinen von MAN gebaut. Der Motor wirkt direkt auf den Festpropeller und ermöglicht eine Geschwindigkeit von etwa 17 Knoten. Weiterhin stehen mehrere Hilfsdiesel und ein Notdiesel-Generator zur Verfügung. Die An- und Ablegemanöver werden durch ein Bugstrahlruder unterstützt.

## Die Schiffe (Auswahl)
| Strider-Klasse     | Strider-Klasse         | Strider-Klasse | Strider-Klasse | Strider-Klasse                  | Strider-Klasse | Strider-Klasse |
| Schiffsname        | Bauwerft/Nummer        | IMO-Nummer     | Ablieferung    | Auftraggeber                    | Umbenennungen und Verbleib |                |
| ------------------ | ---------------------- | -------------- | -------------- | ------------------------------- | --- | -------------- |
| Strider Australia  | Shinhama Dockyard/702  | 7376082        | Dezember 1975  | Sea Containers Strider, Liberia | Vom Stapel als Maersk Tempo, 1976 Merzario Ionia, 1978 Strider Australia, 1985 A E S Express, 1986 Strider Australia, 1986 K. H. Enterprise, am 11. März 1987 auf einer Reise von Keelung nach Hong Kong mit der Oriental Faith kollidiert und auf Position 22,22°N; 117,30°E gesunken. |                |
| Strider Broadsword | Shinhama Dockyard/703  | 7376094        | 1976           | Sea Containers                  | 1976 Jeddah Crown, 1979 Strider Broadsword, 1984 Emma, 1986 Sea Dragon, 1997 Yu Nu Feng, 1997 Langford, 1998 Fu Fung, Abbruch ab 6. Januar 2000 in Xinhui. |                |
| Saudi Crown        | Shinhama Dockyard/?    | 7512985        | 1977           | Sea Containers                  | 1980 Strider Diamond, 1989 Eagle Sky, 1990 Indian Courier, 1993 Orient Courier, 1996 Indian Courier, am 11. Juni 1998 auf 20,59°N; 71,34°E in Seenot geraten und aufgegeben. |                |
| Opal Bounty        | Setouchi Zosen/?       | 7628318        | 1977           | Strider 4 Ltd./Sea Containers   | 1982 CCNI Atlantico, 1982 Strider Exeter, 1984 CCNI Austral, 1984 Strider Exeter, 1985 AES Challenge, 1986 Klang Reefer, 1999 MSC New Zealand, 2001 Feeder 6, 2002 TMS Express, 2009 verschrottet.                                                                                      |                |
| Turquoise Bounty   | Setouchi Zosen/463     | 7628320        | 1977           | Sea Containers                  | 1982 Coni Andino, 1983 Strider Fearless, 1986 Swan Reefer, Lilium, Abbruch Ende 2007 in Indien. |                |
| Strider Gallant    | Setouchi Zosen/465     | ?              | Dezember 1977  | Sea Containers                  | 1978 Jade Bounty, 1984 Freemantle Express, 1985 Jade Bounty, 1986 Scandutch Provence, 1987 Cartagena, 2002 verschrottet. |                |
| Strider Hero       | Setouchi Zosen/466     | ?              | Februar 1978   | Sea Containers                  | 1978 Sapphire Bounty, 1980 Nedlloyd Bounty, 1981 Sapphire Bounty, 1984 Adelaide Express, 1985 Sapphire Bounty, 1985 Santa Marta, Abbruch 2002 in Alang. |                |
| Strider Isis       | Kagoshima Dockyard/122 | 7725283        | 1978           | Sea Containers                  | 1980 Forum New Zealand, 1987 Strider Isis, 1996 Pelranger, 2002 Ranger, Abbruch ab 25. Mai 2002 in Alang |                |
| Strider Juno       | Kagoshima Dockyard/?   | 7725295        | 1979           | Sea Containers                  | 1995 Pelstrider, April 2004 Trader, Abbruch ab Mai 2004 in Alang. |                |